# Moldavia en el Festival de la Canción de Eurovisión 2022
Moldavia participó en el LXV Festival de la Canción de Eurovisión, celebrado en Turín, Italia del 10 al 14 de mayo de 2022, tras la victoria de Måneskin con la canción «Zitti e buoni». La Teleradio Moldova, televisora encargada de la participación del país moldavo en el festival, tras organizar una audición pública para su final nacional terminó seleccionando internamente a la banda Zdob și Zdub junto al duo Frații Advahov como los participantes por Moldavia en el Festival de Eurovisión. El tema seleccionado fue «Trenulețul» compuesta por ambos grupos.
Moldavia pasó completamente desapercibida por las casas de apuestas hasta la realización de la primera semifinal, logrando subir rápidamente hasta el puesto no. 11 que mantuvo hasta la final. En el concurso, Moldavia avanzó en la primera semifinal al quedar en 8° lugar con 154 puntos. En la gran final, Moldavia finalizó en 7ª posición con 253 puntos: 239 puntos del televoto y 14 del jurado profesional.

## Historia de Moldavia en el Festival
Moldavia es uno de los últimos países de Europa del Este que recientemente se han unido al festival, debutando en 2005. Desde entonces el país ha concursado en 16 ocasiones. El país rápidamente se convirtió en un habitual finalista, siendo eliminado en semifinales solo en 5 ocasiones. El país se ha clasificado dentro de los 10 mejores del concurso cuatro veces, siendo su mejor resultado una 3ª posición con el grupo SunStroke Project y la canción «Hey Mamma!» en 2017.
En 2021, la artista seleccionada internamente Natalia Gordienco, terminó en 13° lugar con 115 puntos en la gran final, con el tema «Sugar».

## Representante para Eurovisión

### Elección Interna
Moldavia confirmó su participación en el Festival de la Canción de Eurovisión 2022 en octubre de 2021. El 20 de diciembre de 2021 la TRM confirmó la organización de una final nacional titulada Selecția Națională con fecha tentativa el 5 de marzo de 2022. El proceso de recepción de candidaturas se abrió desde el 20 de diciembre de 2021 hasta el 24 de enero de 2022, habiendo recibido 51 canciones de las cuales preseleccionaron 29 canciones.
El 29 de enero de 2022 se realizó una audición en vivo transmitida por YouTube y Facebook. Aunque en un principio la audición era la primera fase para decidir si se realizaría o no la final nacional en marzo, un día antes del casting la TRM confirmó la supresión de la Selecția Națională alegando problemas para organizar una final nacional con la crisis sanitaria en el país por la Pandemia de COVID-19. La audición se realizó en los estudios de la TRM en Chisináu frente a un panel de cinco miembros compuesto por: Geta Burlacu (cantante y representante de Moldavia en 2008), Vali Boghean (cantante y compositor), Cristina Scarlat (cantante y representante de Moldavia en 2014), Victoria Cușnir (periodista) y Aliona Moon (cantante y representante de Moldavia en 2013).

#### Candidaturas
| Artista(s)                      | Canción                                                             | Compositor(es) |
| ------------------------------- | ------------------------------------------------------------------- | --- |
| Ana Cernicova                   | «Silent Battlefield» («Campo de batalla silencioso»)                | Þórhallur Halldórsson, Nikos Sofis                                                                                             |
| Angel Kiss                      | «The Sunshine in Me» («La luz del sol en mí»)                       | Jacob Jonia |
| Annet Smirnova                  | «Toxic Eyes» («Ojos tóxicos»)                                       | Mădălina Țurcan, Michael Ra |
| Carolina Gorun & Danieli Shvets | «Take Me Anywhere» («Llévame a donde sea»)                          | Ylva Persson, Linda Persson, Rickard Bonde Truumeel                                                                            |
| Denis Midone                    | «Run Away» («Huir»)                                                 | Denis Midone, Olga Fesenco |
| Diana Elmas                     | «Spirit High» («Espíritu alto»)                                     | Jacob Jonia |
| Dianna Rotaru                   | «My Time Is Now» («Mi tiempo es ahora»)                             | Ylva Persson, Linda Persson, Rickard Bonde Truumeel                                                                            |
| Emilia Russu                    | «Yama» («Mi tiempo es ahora»)                                       | Emilia Russu |
| Ferum                           | «Love Is» («El amor es»)                                            | Dmitrii Jelezoglo |
| Katy Rain                       | «Lele» («Lele»)                                                     | Ecaterina Tostogan-Condrea |
| Lanjeron                        | «Magic Carpet» («Alfombra mágica»)                                  | Serghei Forman, Ana Colesnicov                                                                                                 |
| Lemonique                       | «Boys» («Chicos»)                                                   | Michael Ra, Sergiu Ionaș, Mary Vegga, Fox Banger                                                                               |
| Marcela Scripcaru               | «Starlight» («Luz de estrella»)                                     | Aaron Sibley, Nikos Sofis |
| Maxim Zavidia                   | «Ready» («Listo»)                                                   | Pasha Rudenko, Arina Berezhnaya, Alexey Streltsov, Nikos Sofis                                                                 |
| Mihaela Andrei                  | «Libre» («Libre»)                                                   | Paul Gamurari, Anatolie Vornicescu                                                                                             |
| Misscatylove                    | «Intro» («Intro»)                                                   | |
| Naminal                         | «Stop Tonight» («Detente esta noche»)                               | Vadim Luchin, Timofei Tregubenco, Marcel Ștefăneț, Ghenadie Cubasov                                                            |
| Pelageya Stefoglo               | «I'm the Only One» («Soy la única»)                                 | Yuliya Ogiokhyna |
| Ricky Ardezianu                 | «Cherchez la femme» («Busquen a la mujer»)                          | Ion Istrati, Tatiana Postolache                                                                                                |
| Sasha Bognibov                  | «(I Just Had) Sex with Your Ex» («(Acabo de tener) sexo con tu ex») | Jacob Jonia |
| Sasha Bognibov                  | «My Friend Is Gay» («Mi amigo es gay»)                              | |
| Sendrei                         | «Beginner's Luck» («Suerte de principiante»)                        | Elviss Pētersons, Elad Lahmany                                                                                                 |
| The Tramps                      | «Sky Blues» («Blues del cielo»)                                     | Ruth Mussie, Jerusalem Yemane, Irena Krsteva, Kian Fakhary                                                                     |
| Trio Eva                        | «Get a Kiss» («Tener un beso»)                                      | Mădălina Țurcan, Michael Ra |
| Tudor Bumbac                    | «Iartă-mă că te iubesc» («Perdóname por amarte»)                    | Tudor Bumbac |
| Valeria Barbas                  | «My Tree» («Mi árbol»)                                              | Valeria Barbas, Frank Schulte                                                                                                  |
| Viola Julea                     | «Before (Twin Flame)» («Antes (Flama gemela)»)                      | Ylva Persson, Linda Persson |
| Viorela Moraru                  | «Tell Me That You Love Me» («Dime que me amas»)                     | Eugen Doibani, Radmila Popovici-Paraschiv                                                                                      |
| Y-Limit                         | «Nothing More» («Nada más»)                                         | Roman Lupu |
| Zdob și Zdub & Frații Advahov   | «Trenulețul» («El trenecito»)                                       | Andrei Cebotari, Victor Dandeș, Mihai Gîncu, Roman Iagupov, Valeriu Mazîlu, Sveatoslav Staruș, Vasile Advahov, Vitalie Advahov |

     Candidatura retirada

#### Audición
La audición fue realizada el 29 de enero de 2022 en los estudios de la TRM en Chisináu. Tras la presentación de todos los concursantes, fueron seleccionados como representantes de Moldavia en Eurovisión el grupo Zdob și Zdub junto al duo Frații Advahov con la canción folk «Trenulețul». Si bien la canción era interpretada enteramente en rumano, más tarde se confirmó la adición de versos en inglés, siendo presentada el 27 de marzo de 2022 en el programa Cine vine la noi la versión final de la canción.
| N.º | Artista                         | Canción                         | Lugar |
| --- | ------------------------------- | ------------------------------- | ----- |
| 1   | Y-Limit                         | «Nothing More»                  |       |
| 2   | Katy Rain                       | «Lele»                          |       |
| 3   | Zdob și Zdub & Frații Advahov   | «Trenulețul»                    | 1     |
| 4   | Marcela Scripcaru               | «Starlight»                     |       |
| 5   | Naminal                         | «Stop Tonight»                  |       |
| 6   | Dianna Rotaru                   | «My Time Is Now»                |       |
| 7   | The Tramps                      | «Sky Blues»                     |       |
| 8   | Trio Eva                        | «Get a Kiss»                    |       |
| 9   | Denis Midone                    | «Run Away»                      |       |
| 10  | Sasha Bognibov                  | «(I Just Had) Sex with Your Ex» |       |
| 11  | Annet Smirnova                  | «Toxic Eyes»                    | 4     |
| 12  | Ricky Ardezianu                 | «Cherchez la femme»             |       |
| 13  | Tudor Bumbac                    | «Iartă-mă că te iubesc»         |       |
| 14  | Lemonique                       | «Boys»                          | 3     |
| 15  | Carolina Gorun & Danieli Shvets | «Take Me Anywhere»              |       |
| 16  | Mihaela Andrei                  | «Libre»                         |       |
| 17  | Maxim Zavidia                   | «Ready»                         | 4     |
| 18  | Emilia Russu                    | «Yama»                          | 5     |
| 19  | Lanjeron                        | «Magic Carpet»                  | 5     |
| 20  | Pelageya Stefoglo               | «I'm the Only One»              |       |
| 21  | Sendrei                         | «Beginner's Luck»               |       |
| 22  | Viola Julea                     | «Before (Twin Flame)»           |       |
| 23  | Angel Kiss                      | «The Sunshine in Me»            |       |
| 24  | Valeria Barbas                  | «My Tree»                       |       |
| 25  | Diana Elmas                     | «Spirit High»                   |       |
| 26  | Ana Cernicova                   | «Silent Battlefield»            | 2     |
| 27  | Ferum                           | «Love Is»                       | 6     |
| 28  | Viorela Moraru                  | «Tell Me That You Love Me»      |       |

## En Eurovisión
De acuerdo a las reglas del festival, todos los concursantes iniciaron desde las semifinales, a excepción del anfitrión (en este caso, Italia) y el Big Five compuesto por Alemania, España, Francia, la misma Italia y Reino Unido. En el sorteo realizado el 25 de enero de 2022, Moldavia fue sorteada en la primera semifinal del festival. En este mismo sorteo, se determinó que participaría en la primera mitad de la semifinal (posiciones 1-9). Semanas después, ya conocidos los artistas y sus respectivas canciones participantes, la producción del programa dio a conocer el orden de actuación, determinando que el país participaría en la novena posición, precedida por Países Bajos y seguida de Portugal.
Los comentarios para Moldavia tanto para radio y para televisión corrieron por parte de Ion Jalbă y Daniela Crudu. La portavoz de la votación del jurado profesional moldavo fue Elena Băncilă.

### Semifinal 1

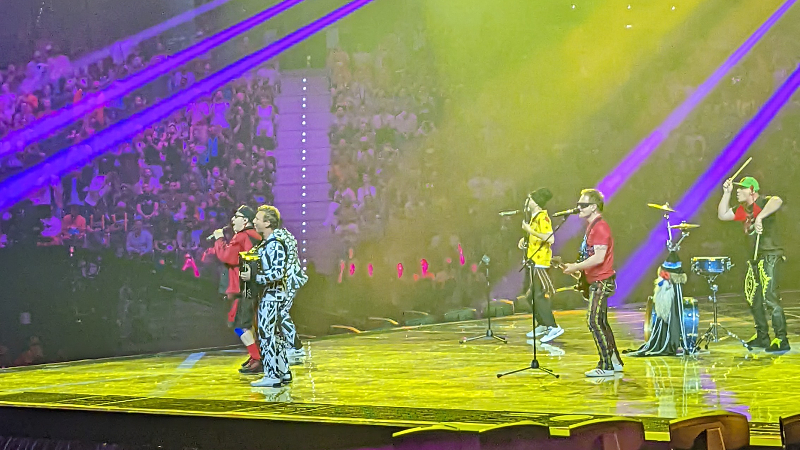
Zdob și Zdub & Frații Advahov durante la primera semifinal.

Zdob și Zdub & Frații Advahov tomaron parte de los ensayos los días 30 de abril y 4 de mayo así como de los ensayos generales con vestuario de la primera semifinal los días 9 y 10 de mayo. El ensayo general de la tarde del 9 fue tomado en cuenta por los jurados profesionales para emitir sus votos, que representaron el 50% de los puntos. Moldavia se presentó en la posición 9, detrás de Portugal y por delante de los Países Bajos.
La actuación moldava fue sencilla pero muy colorida, con los integrantes de Zdob și Zdub usando trajes multicolores con el rojo como predominante mientras los hermanos Advahov usaron trajes negros con formas y líneas blancas. La pantalla LED proyectó patrones étnicos que se asemejan a un mapa de tren con la iluminación del escenario en tonos amarillos, verdes, azules y rosas creando distintos efectos de luces. Al final de la actuación, tanto los hermanos Advahov y el vocalista Roman Iagupov se dirigieron a la pastilla central de la cual se levantaron dos pantallas secundarias mostrando el mismo mapa de tren de los fondos.
Al final del show, Moldavia fue anunciada como uno de los 10 países finalistas. Los resultados revelados una vez terminado el festival, posicionaron a Moldavia en 8° lugar de la semifinal con un total de 154 puntos, habiendo obtenido la 13ª posición del jurado profesional con 19 puntos y el 2° lugar del televoto con 135 puntos (incluyendo los 10 puntos de seis países).

### Final
Durante la rueda de prensa de los ganadores de la primera semifinal, se realizó el sorteo en el que se decidió en que mitad participaría cada finalista. Moldavia fue sorteada para participar en la segunda mitad de la final (posiciones 14-25). El orden de actuación revelado durante la madrugada del viernes 13 de mayo, decidió que Moldavia debía actuar en la posición 19 por delante de Islandia y detrás de Suecia. Zdob și Zdub & Frații Advahov tomaron parte de los ensayos generales con vestuario de la final los días 13 y 14 de mayo. El ensayo general de la tarde del 13 fue tomado en cuenta por los jurados profesionales para emitir sus votos, que representaron el 50% de los puntos.
Durante la votación, Moldavia se colocó en 20° lugar en la votación del jurado profesional con solo 14 puntos provenientes de cuatro países. Posteriormente, se anunció su puntuación en la votación del televoto: 239 puntos ubicándose en la 2ª posición, recibiendo los 12 puntos del público de Rumania y Serbia y los votos de 35 de los 39 países votantes. En la sumatoria final, Moldavia se ubicó finalmente en la 7ª posición con 253 puntos, siendo la quinta ocasión en que el país del este se colocaba entre los 10 mejores del concurso.

### Votación

#### Puntuación a Moldavia

##### Semifinal 1
| Jurado    | Jurado                                                           | Jurado               | Jurado                                              | Jurado                                               |
| 12 puntos | 10 puntos                                                        | 8 puntos             | 7 puntos                                            | 6 puntos                                             |
| --------- | ---------------------------------------------------------------- | -------------------- | --------------------------------------------------- | ---------------------------------------------------- |
|           |                                                                  |                      | - Grecia                                            |                                                      |
| 5 puntos  | 4 puntos                                                         | 3 puntos             | 2 puntos                                            | 1 punto                                              |
| - Italia  |                                                                  |                      | - Ucrania                                           | - Armenia - Bulgaria - Lituania - Noruega - Portugal |
| Televoto  |                                                                  |                      |                                                     |                                                      |
| 12 puntos | 10 puntos                                                        | 8 puntos             | 7 puntos                                            | 6 puntos                                             |
|           | - Austria - Croacia - Italia - Países Bajos - Portugal - Ucrania | - Bulgaria - Letonia | - Eslovenia - Francia - Islandia - Lituania - Suiza | - Armenia - Dinamarca - Grecia - Noruega             |
| 5 puntos  | 4 puntos                                                         | 3 puntos             | 2 puntos                                            | 1 punto                                              |
|           |                                                                  |                      |                                                     |                                                      |

##### Final
| Jurado                                       | Jurado                                       | Jurado                                                                   | Jurado | Jurado                                  |
| 12 puntos                                    | 10 puntos                                    | 8 puntos                                                                 | 7 puntos                                                                                                   | 6 puntos                                |
| -------------------------------------------- | -------------------------------------------- | ------------------------------------------------------------------------ | --- | --------------------------------------- |
|                                              |                                              |                                                                          | | - Grecia                                |
| 5 puntos                                     | 4 puntos                                     | 3 puntos                                                                 | 2 puntos                                                                                                   | 1 punto                                 |
| - Italia                                     |                                              |                                                                          | - Países Bajos                                                                                             | - Armenia                               |
| Televoto                                     |                                              |                                                                          | |                                         |
| 12 puntos                                    | 10 puntos                                    | 8 puntos                                                                 | 7 puntos                                                                                                   | 6 puntos                                |
| - Rumania - Serbia                           | - Alemania - Francia - Italia - Países Bajos | - Bélgica - Croacia - Georgia - Portugal - Reino Unido - República Checa | - Austria - Bulgaria - Eslovenia - España - Irlanda - Letonia - Montenegro - Macedonia del Norte - Polonia | - Estonia - Islandia - Israel - Ucrania |
| 5 puntos                                     | 4 puntos                                     | 3 puntos                                                                 | 2 puntos                                                                                                   | 1 punto                                 |
| - Armenia - Dinamarca - Finlandia - Lituania | - Australia - Noruega - San Marino - Suiza   | - Grecia                                                                 | | - Albania                               |

#### Puntuación otorgada por Moldavia
| Puntos    | Jurado       | Televoto     |
| --------- | ------------ | ------------ |
| 12 puntos | Ucrania      | Ucrania      |
| 10 puntos | Suiza        | Noruega      |
| 8 puntos  | Grecia       | Países Bajos |
| 7 puntos  | Noruega      | Armenia      |
| 6 puntos  | Armenia      | Lituania     |
| 5 puntos  | Portugal     | Bulgaria     |
| 4 puntos  | Letonia      | Portugal     |
| 3 puntos  | Islandia     | Dinamarca    |
| 2 puntos  | Países Bajos | Austria      |
| 1 punto   | Eslovenia    | Grecia       |

| Puntos    | Jurado      | Televoto    |
| --------- | ----------- | ----------- |
| 12 puntos | Ucrania     | Ucrania     |
| 10 puntos | Reino Unido | Rumania     |
| 8 puntos  | Suecia      | España      |
| 7 puntos  | Suiza       | Estonia     |
| 6 puntos  | Australia   | Noruega     |
| 5 puntos  | Estonia     | Suecia      |
| 4 puntos  | Bélgica     | Lituania    |
| 3 puntos  | España      | Reino Unido |
| 2 puntos  | Portugal    | Francia     |
| 1 punto   | Azerbaiyán  | Bélgica     |

##### Desglose
El jurado moldavo estuvo compuesto por:
- Adriano Marian
- Cristina Scarlat
- Ilona Stepanov
- Natan
- Radmila Popovici

| Semifinal 1 | Semifinal 1  | Semifinal 1                | Semifinal 1                | Semifinal 1                | Semifinal 1                | Semifinal 1                | Semifinal 1                | Semifinal 1                | Semifinal 1                | Semifinal 1                |
| N.º         | País         | Jurado                     | Jurado                     | Jurado                     | Jurado                     | Jurado                     | Jurado                     | Jurado                     | Televoto                   | Televoto                   |
| N.º         | País         | Jurado A                   | Jurado B                   | Jurado C                   | Jurado D                   | Jurado E                   | Ranking                    | Puntos                     | Ranking                    | Puntos                     |
| ----------- | ------------ | -------------------------- | -------------------------- | -------------------------- | -------------------------- | -------------------------- | -------------------------- | -------------------------- | -------------------------- | -------------------------- |
| 01          | Albania      | 16                         | 16                         | 16                         | 9                          | 15                         | 15                         |                            | 16                         |                            |
| 02          | Letonia      | 6                          | 10                         | 4                          | 10                         | 3                          | 7                          | 4                          | 14                         |                            |
| 03          | Lituania     | 10                         | 15                         | 12                         | 13                         | 8                          | 11                         |                            | 5                          | 6                          |
| 04          | Suiza        | 2                          | 2                          | 2                          | 5                          | 1                          | 2                          | 10                         | 15                         |                            |
| 05          | Eslovenia    | 11                         | 11                         | 9                          | 11                         | 13                         | 10                         | 1                          | 13                         |                            |
| 06          | Ucrania      | 1                          | 1                          | 1                          | 1                          | 2                          | 1                          | 12                         | 1                          | 12                         |
| 07          | Bulgaria     | 14                         | 9                          | 15                         | 12                         | 14                         | 13                         |                            | 6                          | 5                          |
| 08          | Países Bajos | 12                         | 8                          | 10                         | 7                          | 6                          | 9                          | 2                          | 3                          | 8                          |
| 09          | Moldavia     | -------------------------- | -------------------------- | -------------------------- | -------------------------- | -------------------------- | -------------------------- | -------------------------- | -------------------------- | -------------------------- |
| 10          | Portugal     | 5                          | 6                          | 3                          | 8                          | 5                          | 6                          | 5                          | 7                          | 4                          |
| 11          | Croacia      | 15                         | 12                         | 13                         | 14                         | 10                         | 14                         |                            | 11                         |                            |
| 12          | Dinamarca    | 8                          | 13                         | 11                         | 15                         | 12                         | 12                         |                            | 8                          | 3                          |
| 13          | Austria      | 13                         | 14                         | 14                         | 16                         | 16                         | 16                         |                            | 9                          | 2                          |
| 14          | Islandia     | 9                          | 7                          | 8                          | 6                          | 11                         | 8                          | 3                          | 12                         |                            |
| 15          | Grecia       | 3                          | 3                          | 6                          | 2                          | 9                          | 3                          | 8                          | 10                         | 1                          |
| 16          | Noruega      | 4                          | 5                          | 7                          | 4                          | 4                          | 4                          | 7                          | 2                          | 10                         |
| 17          | Armenia      | 7                          | 4                          | 5                          | 3                          | 7                          | 5                          | 6                          | 4                          | 7                          |

| Final | Final           | Final                      | Final                      | Final                      | Final                      | Final                      | Final                      | Final                      | Final                      | Final                      |
| N.º   | País            | Jurado                     | Jurado                     | Jurado                     | Jurado                     | Jurado                     | Jurado                     | Jurado                     | Televoto                   | Televoto                   |
| N.º   | País            | Jurado A                   | Jurado B                   | Jurado C                   | Jurado D                   | Jurado E                   | Ranking                    | Puntos                     | Ranking                    | Puntos                     |
| ----- | --------------- | -------------------------- | -------------------------- | -------------------------- | -------------------------- | -------------------------- | -------------------------- | -------------------------- | -------------------------- | -------------------------- |
| 01    | República Checa | 20                         | 20                         | 20                         | 21                         | 20                         | 21                         |                            | 21                         |                            |
| 02    | Rumania         | 12                         | 10                         | 10                         | 17                         | 10                         | 12                         |                            | 2                          | 10                         |
| 03    | Portugal        | 10                         | 8                          | 12                         | 9                          | 9                          | 9                          | 2                          | 11                         |                            |
| 04    | Finlandia       | 9                          | 23                         | 13                         | 23                         | 17                         | 15                         |                            | 15                         |                            |
| 05    | Suiza           | 6                          | 4                          | 5                          | 8                          | 3                          | 4                          | 7                          | 20                         |                            |
| 06    | Francia         | 19                         | 24                         | 24                         | 24                         | 24                         | 24                         |                            | 9                          | 2                          |
| 07    | Noruega         | 8                          | 6                          | 16                         | 14                         | 15                         | 11                         |                            | 5                          | 6                          |
| 08    | Armenia         | 15                         | 13                         | 14                         | 15                         | 14                         | 14                         |                            | 13                         |                            |
| 09    | Italia          | 18                         | 19                         | 18                         | 10                         | 18                         | 18                         |                            | 18                         |                            |
| 10    | España          | 7                          | 7                          | 15                         | 7                          | 7                          | 8                          | 3                          | 3                          | 8                          |
| 11    | Países Bajos    | 13                         | 14                         | 9                          | 11                         | 12                         | 13                         |                            | 14                         |                            |
| 12    | Ucrania         | 1                          | 1                          | 1                          | 2                          | 1                          | 1                          | 12                         | 1                          | 12                         |
| 13    | Alemania        | 11                         | 21                         | 17                         | 20                         | 19                         | 19                         |                            | 16                         |                            |
| 14    | Lituania        | 23                         | 12                         | 21                         | 19                         | 16                         | 20                         |                            | 7                          | 4                          |
| 15    | Azerbaiyán      | 14                         | 11                         | 8                          | 13                         | 6                          | 10                         | 1                          | 19                         |                            |
| 16    | Bélgica         | 4                          | 9                          | 4                          | 6                          | 11                         | 7                          | 4                          | 10                         | 1                          |
| 17    | Grecia          | 17                         | 15                         | 11                         | 16                         | 21                         | 16                         |                            | 17                         |                            |
| 18    | Islandia        | 21                         | 22                         | 22                         | 18                         | 22                         | 22                         |                            | 24                         |                            |
| 19    | Moldavia        | -------------------------- | -------------------------- | -------------------------- | -------------------------- | -------------------------- | -------------------------- | -------------------------- | -------------------------- | -------------------------- |
| 20    | Suecia          | 2                          | 5                          | 3                          | 4                          | 5                          | 3                          | 8                          | 6                          | 5                          |
| 21    | Australia       | 16                         | 2                          | 7                          | 3                          | 8                          | 5                          | 6                          | 23                         |                            |
| 22    | Reino Unido     | 3                          | 3                          | 2                          | 1                          | 2                          | 2                          | 10                         | 8                          | 3                          |
| 23    | Polonia         | 22                         | 16                         | 19                         | 12                         | 13                         | 17                         |                            | 22                         |                            |
| 24    | Serbia          | 24                         | 17                         | 23                         | 22                         | 23                         | 23                         |                            | 12                         |                            |
| 25    | Estonia         | 5                          | 18                         | 6                          | 5                          | 4                          | 6                          | 5                          | 4                          | 7                          |